# Lakeside (Wirginia)
Lakeside – jednostka osadnicza w Stanach Zjednoczonych, w stanie Wirginia, w hrabstwie Henrico.